# Parafia Wniebowstąpienia Pańskiego w Wólce Ratajskiej
Parafia Wniebowstąpienia Pańskiego w Wólce Ratajskiej – parafia rzymskokatolicka znajdująca się w diecezji sandomierskiej w dekanacie Janów Lubelski. Została erygowana 12 listopada 1988 roku przez biskupa lubelskiego Bolesława Pylaka.
Do parafii należą: Kawęczyn, Rataj Ordynacki, Rataj Poduchowny, Wólka Ratajska. Parafia liczy 1472 wiernych.